# 鳥取県の県道一覧
鳥取県の県道一覧（とっとりけんのけんどういちらん）は、鳥取県を通る県道の一覧である。

## 概要
当初は主要地方道・一般県道とも1号から番号を振る固定番号制を採っていたが、中国地方にしては他の4県より10年遅く1982年（昭和57年）9月10日に主要地方道は従来通り一桁または二桁の番号（1 - 48号）、一般県道はすべて三桁の番号（101 - 317号および500 - 501号）を割り当てる現行の番号体制に移行、その約2年後の1984年（昭和59年）8月31日鳥取県告示第645号により1982年（昭和57年）9月9日以前に認定された路線の番号変更が告示され、正式に新番号体制が発足している。1984年（昭和59年）9月から県道番号標識が登場したが、中国地方5県では最後発だった。

## 主要地方道

### 1 - 15（越県路線）
- 1 溝口伯太線
- 2 境美保関線
- 3 （欠番）※1993年以降不使用
  - ※1971年 - 1984年…兵庫県道28号・鳥取県道11号村岡若桜線
  - ※1984年 - 1993年…兵庫県道28号・鳥取県道3号村岡若桜線（→国道482号）
- 4 （欠番）※1994年以降不使用
  - ※1984年 - 1994年…鳥取県道4号・兵庫県道72号若桜南光線（→鳥取県道・兵庫県道72号若桜南光線（2006年改称）→鳥取県道・兵庫県道72号若桜下三河線）
- 5 （欠番）※1984年以降一切使用歴なし
- 6 津山智頭八東線
- 7 智頭勝田線（1994年 - ）
  - ※1984年 - 1993年…鳥取県道・岡山県道7号江府中和用瀬線（→国道482号・鳥取市道3270135号佐治中央線）
  - ※1993年 - 1994年…欠番
- 8 新見日南線
- 9 安来伯太日南線
- 10 （欠番）※1984年以降一切使用歴なし
- 11 新見多里線
- 12 - 14 （欠番）※1984年以降一切使用歴なし
- 15 横田多里線

### 21 - 54（県内完結路線）
- 21 鳥取鹿野倉吉線
- 22 倉吉青谷線
- 23 倉吉由良線
- 24 米子大山線
- 25 鳥取停車場線
- 26 秋里吉方線（1994年 - ）
  - ※1984年 - 1994年…鳥取県道26号打吹停車場線（→鳥取県道152号打吹停車場線（1995年廃止）→倉吉市道仲ノ町明治町2丁目線）
- 27 網代港線
- 28 米子停車場線
- 29 三朝東郷線
- 30 赤碕大山線
- 31 鳥取国府岩美線（2001年 - ）
  - ※1984年 - 2001年…鳥取県道31号鳥取国府岩美線（→鳥取県道291号鳥取国府線および現路線）
- 32 郡家鹿野気高線
- 33 三朝中線
- 34 倉吉赤碕中山線
- 35 西伯根雨線
- 36 名和岸本線
- 37 岩美八東線（1994年 - ）
  - ※1984年 - 1994年…鳥取県道37号国府八東線（→鳥取県道154号上地中河原線および現路線）
- 38 倉吉福本線
- 39 郡家国府線
- 40 智頭用瀬線（1994年 - ）
  - ※1984 - 1993年…鳥取県道40号智頭船岡線（→鳥取県道323号智頭用瀬線→現路線（1994年番号変更）・国道482号）
  - ※1993 - 1994年…欠番
- 41 鳥取港線
- 42 鳥取河原線
- 43 鳥取福部線（1994年 - ）
  - ※1984年 - 1993年…鳥取県道43号倉吉北条線（→国道313号・倉吉市道和田北栄線・北栄町道1328号北条南線・鳥取県道201号上井北条線および北栄町道1329号北条北線）
  - ※1993年 - 1994年…欠番
- 44 東伯野添線
- 45 倉吉江府溝口線
- 46 日野溝口線
- 47 米子境港線
- 48 阿毘縁菅沢線
- 49 鳥取河原用瀬線（1994年 - ）
- 50 東伯関金線（1994年 - ）
- 51 倉吉川上青谷線（1994年 - ）
- 52 岸本江府線（1994年 - ）
- 53 淀江岸本線（1994年 - ）
- 54 豊房御来屋線（1994年 - ）

### 72（兵庫県越県路線）
- 72 若桜下三河線（2006年 - ）
  - ※1994年 - 2006年…鳥取県道・兵庫県道72号若桜南光線（→現路線）

## 一般県道

### 101 - 121（越県路線）
- 101 米子伯太線
- 102 米子広瀬線
- 103 若桜湯村温泉線（2006年 - ）
  - ※1984年 - 1994年…欠番
  - ※1994年 - 2006年…鳥取県道・兵庫県道103号若桜温泉線（→現路線）
- 104 西伯伯太線
- 105 本山伯太線
- 106 多里伯太線
- 107 横田伯南線
- 108 印賀奥出雲線（2006年 - ）
  - ※1984年 - 2006年…鳥取県道・島根県道108号印賀横田線（→現路線）
- 109 - 110 （欠番）※1982年以降一切使用歴なし
- 111 神戸上新見線
- 112 大佐日野線
- 113 上徳山俣野江府線
- 114 大山上福田線
- 115 常藤関金線
- 116 羽出三朝線
- 117 鱒返余戸線
- 118 加茂用瀬線
- 119 千谷蕪島線（1994年 - ）
  - ※1984 - 1994年…鳥取県道・岡山県道119号智頭勝田線（→鳥取県道・岡山県道7号智頭勝田線）
  - ※旧国道9号
- 120 （欠番）※1994年以降不使用
  - ※1984年 - 1994年…兵庫県道565号・鳥取県道120号千谷蕪島線（→兵庫県道・鳥取県道119号千谷蕪島線）
- 121 （欠番）※1994年以降不使用
  - ※1984 - 1994年…鳥取県道121号・兵庫県道245号若桜温泉線（鳥取県道・兵庫県道103号若桜温泉線（2006年改称）→鳥取県道・兵庫県道103号若桜湯村温泉線）

### 151 - 200（県内完結路線）
- 151 倉吉東伯線
- 152 （欠番）※2002年以降不使用
  - ※1984年 - 1994年…鳥取県道152号北村岩坪線（→鳥取県道49号鳥取河原用瀬線）
  - ※1994年 - 1995年…鳥取県道152号打吹停車場線（→倉吉市道仲ノ町明治町2丁目線）
  - ※1995年 - 2000年…欠番
  - ※2000年 - 2002年…鳥取県道152号青谷インター線（→国道9号青谷羽合道路アクセス道、県道として全く供用されないまま廃止）
- 153 才代船岡線
- 154 上地中河原線（1994年 - ）
  - ※1984年 - 1994年…鳥取県道154号淀江岸本線（→鳥取県道53号淀江岸本線）
- 155 網代港岩美停車場線
- 156 鳥取港湖山停車場線
- 157 米子港線（1995年 - ）
  - ※1984年 - 1995年…鳥取県道157号米子港後藤停車場線（→現路線）
- 158 大山口停車場大山線
- 159 米子丸山線（1994年 - ）
  - ※1982年 - 1994年…鳥取県道159号金屋谷米子線（→鳥取県道52号岸本江府線および現路線）
- 160 福頼市山伯耆大山停車場線
- 161 倉吉江北線
- 162 泊港線
- 163 境港線
- 164 岩美停車場線
- 165 宝木停車場線
- 166 浜村停車場線
- 167 由良停車場線
- 168 浦安停車場線
- 169 （欠番）※2018年以降不使用…旧下市停車場線、2018年3月31日鳥取県告示第220号により廃止[2]
  - ※1984年 - 2018年…鳥取県道169号下市停車場線（→大山町道）
- 170 海田倉吉停車場線（2002年 - ）
  - ※1984年 - 1995年…鳥取県道170号名和停車場線（→名和町道→大山町道）
  - ※1995年 - 2002年…欠番
- 171 大山口停車場線
- 172 淀江停車場線
- 173 郡家停車場線
- 174 用瀬停車場線
- 175 八東停車場線
- 176 若桜停車場線
- 177 （欠番）※1995年以降不使用
  - ※1984年 - 1995年…鳥取県道177号西倉吉停車場線（→倉吉市道→鳥取県道237号仙隠岡田線）
- 178 大篠津停車場線
- 179 （欠番）※1995年以降不使用
  - ※1984年 - 1995年…鳥取県道179号境港停車場線（→鳥取県道285号米子空港境港停車場線）
- 180 （欠番）※2009年以降不使用…旧伯耆溝口停車場線、2009年12月1日鳥取県告示第712号により廃止[3]
  - ※1984年 - 2009年…鳥取県道180号伯耆溝口停車場線（→伯耆町道伯耆溝口停車場線）
- 181 湖山停車場布勢線
- 182 宝木停車場上光線
- 183 鳥取砂丘線
- 184 樗谿公園線…2013年12月20日鳥取県告示第891号により樗谿神社線から改称[4]
  - ※1984年 - 2013年…鳥取県道184号樗谿神社線（→鳥取県道184号樗谿公園線）
- 185 東郷湖線
- 186 岩美停車場新井線…2025年3月28日鳥取県告示第166号により岩美停車場河崎線から改称[5]
  - ※1984年 - 1994年…鳥取県道186号下木原岩美停車場線（→鳥取県道37号岩美八東線）
  - ※1994年 - 2025年…鳥取県道186号岩美停車場河崎線（→現路線）
- 187 （欠番）※1994年以降不使用
  - ※1984年 - 1994年…鳥取県道187号福部鳥取線（→鳥取県道43号鳥取福部線・鳥取県道291号鳥取国府線）
- 188 池谷福部停車場線
- 189 高路古海線
- 190 金沢伏野線
- 191 矢矯松原線
- 192 西町鳥取停車場線
- 193 田島片原線
- 194 津ノ井国府線
- 195 鷹狩渡一木線
- 196 杣小屋曳田線
- 197 院内馬場線（1995年 - ）
  - ※1984年 - 1993年…鳥取県道197号栃谷船岡線（→鳥取県道322号大江船岡線）
  - ※1993年 - 1995年…欠番
- 198 鷲峰気高線
- 199 上浅津田後線
- 200 長和田羽合線

### 201 - 300（県内完結路線）
- 201 上井北条線
- 202 津原穴沢線
- 203 法万大栄線
- 204 福永由良線
- 205 木地山倉吉線
- 206 皆生車尾線
- 207 皆生西原線
- 208 東福原樋口線
- 209 大滝白水線
- 210 上石見黒坂停車場線
- 211 猪子原上石見停車場線
- 212 福部停車場線
- 213 八橋停車場線
- 214 国英停車場線
- 215 土師停車場線
- 216 （欠番）※1993年以降不使用
  - ※1984年 - 1993年…鳥取県道216号安部停車場線（→国道482号）
- 217 （欠番）※1993年以降不使用
  - ※1984年 - 1993年…鳥取県道217号安部停車場日下部線（→国道482号）
- 218 （欠番）※1995年以降不使用
  - ※1984年 - 1995年…鳥取県道218号小鴨停車場線（→倉吉市道中河原7号線、国鉄倉吉線廃止に伴い廃止）
- 219 （欠番）※1995年以降不使用
  - ※1984年 - 1995年…鳥取県道219号関金停車場線（→倉吉市道下河原1号線、国鉄倉吉線廃止に伴い廃止）
- 220 弓ヶ浜停車場線
- 221 余子停車場線
- 222 （欠番）※2009年以降不使用…旧岸本停車場線、2009年12月1日鳥取県告示第712号により廃止[3]
  - ※1984年 - 2009年…鳥取県道222号岸本停車場線（→伯耆町道岸本停車場線）
- 223 生山停車場線
- 224 一本松覚寺線
- 225 三代寺宮下線
- 226 国安桂木線（1995年 - ）
  - ※1984 - 1995年…鳥取県道226号八坂正蓮寺線（→鳥取県道292号八坂鳥取停車場線・鳥取県道293号鳥取郡家線・鳥取市道2013657号八坂3号線および鳥取市道2016436号古郡家蔵田線）
- 227 猪子国安線
- 228 赤碕中山インター線（2000年 - ）
  - ※1984年 - 1995年…鳥取県道228号久末津ノ井線（→鳥取県道226号国安桂木線（旧道）→鳥取市道2010170号久末津ノ井線）
  - ※1995年 - 2000年…欠番
- 229 米岡河原停車場線
- 230 小河内加茂線（1995年 - ）
  - ※1984年 - 1994年…鳥取県道230号中井小河内用瀬線（→鳥取県道49号鳥取河原用瀬線）
  - ※1994年 - 1995年…欠番
- 231 本鹿高福線
- 232 八日市釜口線
- 233 矢口鹿野線
- 234 東郷羽合線
- 235 （欠番）※2017年以降不使用…旧本泉大瀬線、2017年3月31日鳥取県告示第235号により廃止[6]
  - ※1984年 - 2017年…鳥取県道235号本泉大瀬線（→三朝町道）
- 236 巌城上灘線
- 237 仙隠岡田線
- 238 古長杉下線
- 239 羽田井植松線
- 240 旧奈和西坪線
- 241 （欠番）※2018年以降不使用…旧名和名和停車場線、2018年3月31日鳥取県告示第220号により廃止されたため[2]
  - ※1984年 - 2018年…鳥取県道241号名和名和停車場線（→大山町道）
- 242 大山淀江インター線（1995年 - ）
  - ※1984年 - 1995年…鳥取県道242号末長淀江線（→現路線）
- 243 中高妻木線
- 244 境車尾線…2014年3月31日鳥取県告示第235号により福成戸上米子線から改称[7]
  - ※1984年 - 2014年…鳥取県道244号福成戸上米子線（→鳥取県道244号境車尾線及び南部町道3352号福成境線）
- 245 両三柳後藤停車場線
- 246 渡余子停車場線
- 247 卯垣正蓮寺線…2015年12月25日鳥取県告示第834により認定、鳥取県告示835号により奥谷正蓮寺線が廃止[8]
  - ※1984年 - 2015年…鳥取県道247号奥谷正蓮寺線（→鳥取県道247号卯垣正蓮寺線）
- 248 長江羽合線
- 249 清谷北条線
- 250 亀谷北条線
- 251 国府正蓮寺線（1995年 - ）
  - ※1984年 - 1994年…鳥取県道251号杉下倉吉線（→鳥取県道50号東伯関金線）
  - ※1994年 - 1995年…欠番
- 252 尾高淀江線
- 253 岩屋谷米子線
- 254 （欠番）※2014年以降不使用…旧清水川福成線、2014年3月31日鳥取県告示第231号により廃止[7]
  - ※1984年 - 2014年…鳥取県道254号清水川福成線（→南部町道3351号清水川福成線）
- 255 大羽尾小羽尾線
- 256 浦富岩井線…2025年3月28日鳥取県告示第166号により陸上岩井線から改称[5]
  - ※1984年 - 2025年…鳥取県道256号陸上岩井線（→現路線）
- 257 花口下石見線（1995年 - ）
  - ※1984年 - 1993年…鳥取県道257号鷹狩船岡線（→国道482号）
  - ※1993年 - 1995年…欠番
- 258 御熊白兎線
- 259 泊絹見青谷線（1994年 - ）
  - ※1984年 - 1994年…鳥取県道259号泊絹見青谷線（→鳥取県道51号倉吉川上青谷線および現路線）
- 260 鉢伏川上線（1994年 - ）
  - ※1984年 - 1994年…鳥取県道260号鉢伏田畑線（→鳥取県道51号倉吉川上青谷線および現路線）
- 261 青谷停車場線（1994年 - ）
  - ※1982年 - 1994年…鳥取県道261号川上青谷停車場線（→鳥取県道51号倉吉川上青谷線および現路線）
- 262 日吉津伯耆大山停車場線
- 263 倉吉停車場線
- 264 鳥取空港布勢線（1995年 - ）
  - ※1984年 - 1995年…鳥取県道264号鳥取空港線（→現路線、現存の鳥取県道266号鳥取空港線とは別）
- 265 湯山鳥取線
  - ※旧国道9号
- 266 鳥取空港線（1995年 - ）
  - ※1984年 - 1992年…鳥取県道266号松神国坂線（→北条町道松神国坂線→北栄町道1287号松神国坂線）
  - ※1992年 - 1995年…欠番
- 267 大栄赤碕線（1991年 - ）
  - ※1984年 - 1991年…鳥取県道267号六尾赤碕線（→大栄町道六尾大谷線→北栄町道2316号六尾大谷線および現路線）
- 268 赤碕港線
- 269 （欠番）※2020年以降不使用…旧松河原名和線、2020年3月31日鳥取県告示第160号により廃止[9]
  - ※1984年 - 2020年…鳥取県道269号松河原名和線（→大山町道）
- 270 徳丸富枝線
- 271 米子空港線
- 272 （欠番）※2012年以降不使用…旧智頭停車場線、2012年7月10日鳥取県告示第499号により廃止[10]
  - ※1984年 - 2012年…鳥取県道272号智頭停車場線（→智頭町道3705号河原町線）
- 273 三朝温泉木地山線
- 274 青谷停車場井手線
- 275 八束水勝見線
  - ※旧国道9号
- 276 高橋松河原線…2018年3月31日鳥取県告示第219により認定、鳥取県告示第220号により高橋下市停車場線が廃止[2]
  - ※1984年 - 2018年…鳥取県道276号高橋下市停車場線（→現路線および大山町道）
- 277 豊房名和線
- 278 （欠番）※2018年以降不使用…旧下市赤碕停車場線、2018年3月31日鳥取県告示第220号により廃止[2]
  - ※1984年 - 2018年…鳥取県道278号下市赤碕停車場線（→鳥取県道329号淀江琴浦線および琴浦町道）
- 279 淀江インター線（1995年 - ）
  - ※1984年 - 1993年…鳥取県道279号志子部因幡船岡停車場線（→鳥取県道321号志子部船岡線・国道482号・船岡町道→八頭町道）
  - ※1993年 - 1995年…欠番
- 280 俵原青谷線
- 281 河内槙原線（1994年 - ）
  - ※1984年 - 1994年…鳥取県道281号河内鳥取線（→鳥取県道49号鳥取河原用瀬線および現路線）
- 282 麻生国府線
- 283 大谷曹源寺線
- 284 大山寺岸本線
- 285 米子空港境港停車場線（1995年 - ）
  - ※1984年 - 1994年…鳥取県道285号金屋谷江府線（→鳥取県道52号岸本江府線）
  - ※1994年 - 1995年…欠番
- 286 菅沢日野線
- 287 河原郡家線
- 288 上大立横田線
- 289 船上山赤碕線（1995年 - ）
  - ※1982年 - 1984年…鳥取県道289号高岡赤碕停車場線（→鳥取県道289号船上山赤碕停車場線）
  - ※1984年 - 1995年…鳥取県道289号船上山赤碕停車場線（→現路線）
- 290 八橋宮木線（1995年 - ）
  - ※1984年 - 1994年…鳥取県道290号加茂御来屋線（→鳥取県道54号豊房御来屋線）
  - ※1994年 - 1995年…欠番
- 291 鳥取国府線（2001年 - ）
  - ※1984年 - 1994年…鳥取県道291号秋里宮下線（→鳥取県道26号秋里吉方線および鳥取県道291号鳥取国府線（2001年変更）→鳥取県道26号秋里吉方線・鳥取県道31号鳥取国府岩美線および鳥取市道2011594号行徳天神町線）
  - ※1994年 - 2001年…鳥取県道291号鳥取国府線（→鳥取県道43号鳥取福部線・鳥取県道31号鳥取国府岩美線および現路線）
- 292 八坂鳥取停車場線
- 293 鳥取郡家線
- 294 網代港大岩停車場線
- 295 西宇塚那岐停車場線
- 296 西谷那岐停車場線
- 297 上大立大栄線
- 298 袋河原八坂線（1997年 - ）
  - ※1984年 - 1994年…鳥取県道298号下米積関金線（→鳥取県道50号東伯関金線）
  - ※1994年 - 1997年…欠番
  - ※旧国道53号（国道373号重用）
- 299 赤松淀江線
- 300 米子環状線

### 301 - 329（県内完結路線）
- 301 境外港線
- 302 大坪隼停車場線
- 303 大高下口波多線（起点は岡山県側にあるが岡山県側は未供用区間で、岡山県道としても未認定[注釈 1]）
- 304 妙徳寺鹿野線
- 305 大山佐摩線
- 306 福本関金線
- 307 覚寺青葉線（1995年 - ）
  - ※1984年 - 1994年…鳥取県道307号上地栃本線（→鳥取県道37号岩美八東線）
  - ※1994年 - 1995年…欠番
- 308 桑原坂本線
- 309 大柿上古川線（1995年 - ）
  - ※1984年 - 1995年…鳥取県道309号大柿上小鴨停車場線（→現路線および国道313号・倉吉市道上古川7号線）
- 310 （欠番）※2018年以降不使用…旧坊領淀江停車場線、2018年3月31日鳥取県告示第220号により廃止[2]
  - ※1984年 - 2018年…鳥取県道310号坊領淀江停車場線（→鳥取県道172号淀江停車場線・鳥取県道329号淀江琴浦線および大山町道・米子市道）
- 311 板井原濁谷線
- 312 倉吉環状線
- 313 下見関金線
- 314 赤松大山線
- 315 如来原御机線
- 316 米子岸本線
- 317 両三柳西福原線
- 318 伏野覚寺線
  - ※旧国道9号
- 319 鳥取砂丘細川線（1995年 - ）
  - ※1985年 - 1995年…鳥取県道319号鳥取砂丘湯山線（→現路線および福部村道岩戸湊線（現：鳥取市道3030082号岩戸湊線））
- 320 羽合東伯線（1991年 - ）
  - ※旧国道9号
- 321 志子部船岡線（1993年 - ）
- 322 大江船岡線（1993年 - ）
- 323 若葉台東町線（2001年 - ）
  - ※1993年 - 1994年…鳥取県道323号智頭用瀬線（→鳥取県道40号智頭用瀬線）
  - ※1994年 - 2001年…欠番
  - ※旧国道29号
- 324 河原インター線（2002年 - ）
- 325 網代港岩美インター線…2025年3月28日鳥取県告示第166号により岩美インター線から改称[5]
  - ※2003年 - 2025年…鳥取県道325号岩美インター線（→現路線）
- 326 大山高原スマートインター線…2011年3月1日鳥取県告示第104号により鳥取県道326号大山スマートインター線より改称。
  - ※2009年 - 2011年…鳥取県道326号大山スマートインター線（→鳥取県道326号大山高原スマートインター線）
- 327 鳥取空港賀露線…2016年3月25日鳥取県告示第203号により認定[12]
- 328 福部岩美線…2017年3月31日鳥取県告示第234号により認定[6]
  - ※旧国道9号
- 329 淀江琴浦線…2018年3月31日鳥取県告示第219号により認定[2]
  - ※旧鳥取県道310号坊領淀江停車場線・大山広域農道・鳥取県道278号下市赤碕停車場線

### 500 - 503（自転車道）
- 500 鳥取河原自転車道線
- 501 倉吉東郷自転車道線
- 502 米子境港自転車道線（1988年 - ）
- 503 赤碕東郷自転車道線（1995年 - ）